# Station Battersby
Battersby is een spoorwegstation in Engeland. 